# Hermann Wulff
Hermann Wulff (* um 1535 in Lemgo; † 1599 ebenda) war ein Baumeister und Maurermeister aus Lemgo.

## Leben
Wulff gehört zu den wichtigsten Baumeistern der so genannten mittleren Weserrenaissance (1553–74). Sein frühestes nachzuweisendes Werk ist die 1565 entstandene Rathauslaube in Lemgo. In dieser Zeit, vermutlich im Alter von 25 bis 30 Jahren, dürfte er Meister geworden sein. Als sein berühmtester Bau gilt das ebenfalls in Lemgo befindliche Hexenbürgermeisterhaus, an dem sich sein Meisterzeichen jedoch nicht nachweisen lässt. Auch in den schriftlichen Quellen wird Wulff nicht erwähnt. Entgegen früheren Zuschreibungen weist der Kunsthistoriker Otto Gaul die Bürgerhäuser Mittelstraße 71 (früher: 40) in Horn und Mittelstraße 64 in Lemgo ebenfalls Wulff zu. Früher hielt man beide Bauten für Werke Heinrich Overkottes. Hermann Wulff, der auch als Bildhauer arbeitete, war mehrfach für den Landesherrn, Graf Simon VI. zur Lippe tätig. So errichtete er die Schloss-Scheune in Varenholz und den Nordflügel von Schloss Brake und lieferte zudem Pläne für die Falkenburg und den Lippehof in Lemgo. Letztere kamen jedoch nicht zur Ausführung. Sein letzter Bau war das ebenfalls für den Grafen konzipierte Jagdschloss Oesterholz, von dem nur geringe Reste erhalten sind.

## Werke

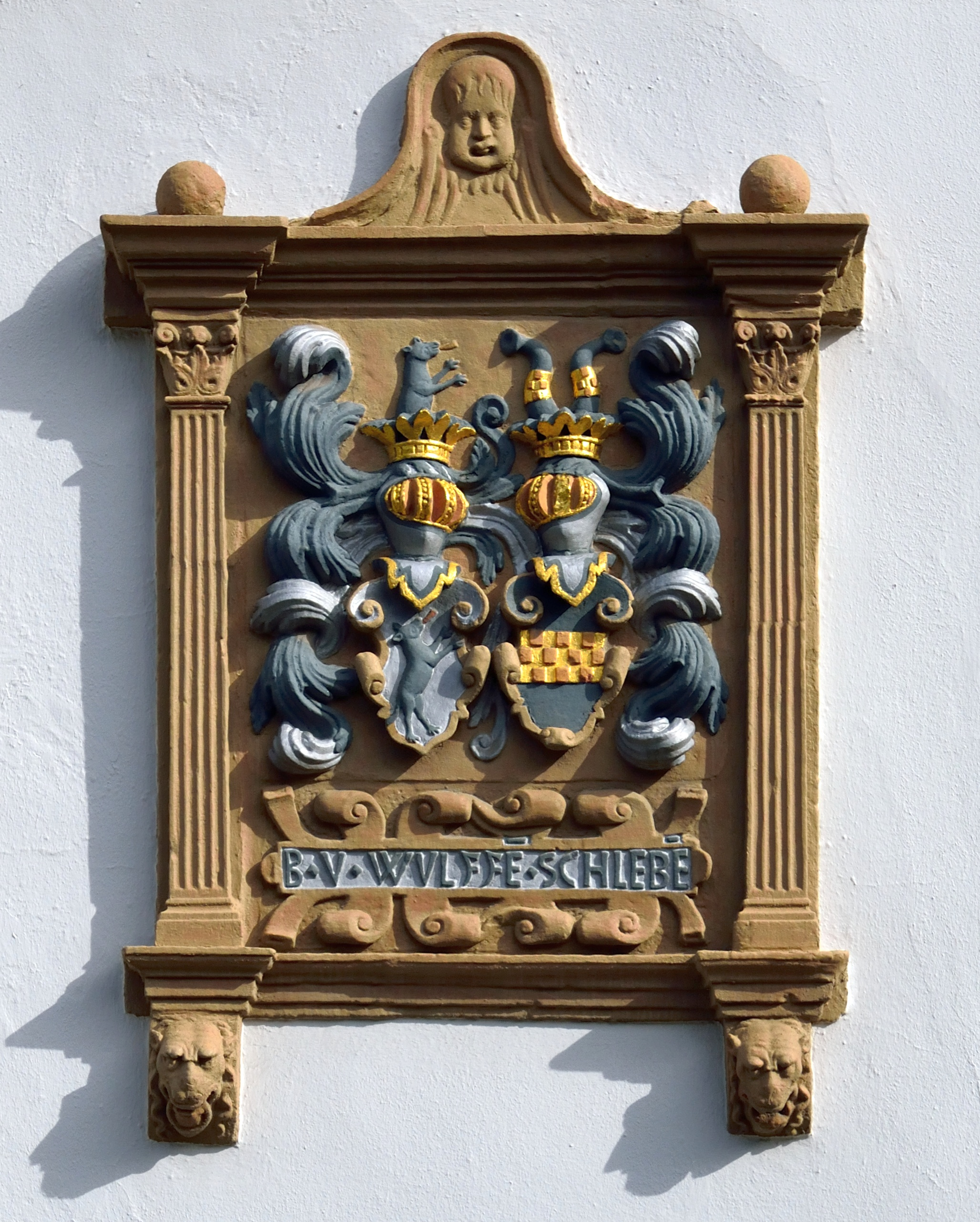
Allianzwappen von Hermann Wulff und seiner Gemahlin Anna von Schlieben am Wendschen Hof (ab 1566 Wulffenhof)

- 1565: Rathauslaube des Rathauses und Beischlagwange, Lemgo
- 1566: Wappentafeln am Wulffenhof, Lemgo
- 1569: Utlucht der Burg Blomberg
- 1571: Hexenbürgermeisterhaus, Lemgo (Zuschreibung)
- 1572: Schloss Varenholz, Schloßscheune
- 1575: Rathaus (Lemgo), Bögen und Fenster im Keller
- 1576: Mittelstraße 71, Horn, (Zuschreibung)
- 1578/79: Rathaus (Lemgo), Saalfenster
- 1580: Mittelstraße 40 in Lemgo, Erker (Zuschreibung)
- 1582: Ruine Falkenburg, Palas (nicht ausgeführt)
- 1584–92: Schloss Brake, Nordflügel
- 1585: Breite Straße 10, Lemgo, (Alte Abtei)
- 1587–88: Umbaumaßnahmen auf Burg Sternberg
- 1591: Lemgo, Mittelstraße 13
- 1597: Jagdschloss Oesterholz (teilweise zerstört)